# Caldas Novas
Caldas Novas là một đô thị ở bang Goiás. Dân số đô thị này năm 2007 ước khoảng 62.204 người.
Khoảng cách so với các khu vực khác:
- Goiânia - 168 km
- Brasília - 297 km
- Uberlândia - 190 km
- Uberaba - 305 km
- São Paulo - 748 km
- Itumbiara - 145 km
- Rodovia Anhangüera MG/SP - 326 km